# 高老家镇
高老家镇，是中华人民共和国山東省菏泽市单县下辖的一个乡镇级行政单位。
原属复程县。1956年春，划归单县，设高老家区。1958年4月，撤区并乡，设高老家乡。1963年5月，成立高老家人民公社。1983年撤社建乡，设立高老家乡。2001年2月，撤销曹叵集乡，并入高老家乡。2025年3月17日撤乡设镇。

## 行政区划
高老家镇下辖以下地区：
高老家村、孙老家村、高豹庄村、南王楼村、董吴庄村、黄岗集村、刘庄村、安庄村、尚楼村、董邵楼村、张武楼村、董老家村、董花园村、高楼村、刘寨村、张老家村、张乃庙村、张庄村、樊新庄村、韦洼村、刘庄集村、韦楼村、刘安楼村、李油坊村、许楼村、高集村、王庄寨村、李桥村和曹叵集村。